# 郭宏安
郭宏安（1943年2月2日—2023年1月16日），中国翻译家，以对法国作家夏尔·皮埃尔·波德莱尔和阿尔贝·加缪的翻译和研究知名。

## 生平
郭宏安于1966年毕业于北京大学西语系，毕业后历任第二炮兵司令部参谋、新华社对外部翻译。1975年到1977年曾在瑞士日内瓦大学法国语言与文化学院进修，期间首次接触阿尔贝·加缪和夏尔·皮埃尔·波德莱尔的作品。回国后他考入中国社会科学研究生院，1981年，郭宏安以对波德莱尔的研究论文毕业于中国社会科学院研究生院，获得硕士学位。
郭宏安从1978年起开始发表翻译和法国文学研究作品，他对波德莱尔的诗歌和美学论文的研究和翻译打破了1949年之后对波德莱尔研究和翻译的空白。他对阿尔贝·加缪的翻译也颇受好评。郭宏安现任中国社会科学院外文所研究员、博士生导师，并于2010年被增补为该院荣誉学部委员。2012年郭宏安因翻译《加缪文集》和郑克鲁一起获得傅雷翻译出版奖。
2023年1月16日于北京去世。

## 著作列表

### 论文集
- 《重建阅读空间》
- 《同剖诗心》
- 《雪泥鸿爪》
- 《论<恶之花>》
- 《二十世纪西方文论研究》

### 随笔
- 《雪落在莱蒙湖上》
- 《贝壳留住了大海的涛声》

### 译著
- 《波德莱尔作品集》（四卷）
- 《加缪文集》（三卷）
- 《红与黑》
- 《墓中回忆录》